# Пракуся, Винна
Винна Пракуся (индон. Wynne Prakusya; р. 26 апреля 1981, Суракарта) — индонезийская профессиональная теннисистка. Победительница двух турниров WTA в парном разряде, чемпионка и призёр Азиатских игр 2002 года, спортсменка года в Индонезии (2005).

## Игровая карьера
Высшим достижением Винны Пракуси в юниорских турнирах стал выход в финал Открытого чемпионата Австралии среди девушек в 1998 году. В этот же год она представляла Индонезию на Азиатских играх в Бангкоке. К этому моменту она уже имела в своём активе по два выигранных турнира ITF в одиночном разряде (в том числе в Бандунге у себя на родине) и в парах. В 2000 году она в паре с Яюк Басуки приняла участие в олимпийском турнире в Сиднее, но индонезийская пара выбыла из борьбы уже в первом круге.
Серьёзные успехи Винны начались с 2001 года. Уже в начале года она со своей постоянной напарницей Джанет Ли с Тайваня вышла в полуфинал турнира WTA в Канберре, победив посеянных четвёртыми Кристи Богерт и Мириам Ореманс. В феврале Винна вошла в число ста сильнейших теннисисток мира в парном разряде, а сразу после этого они с Ли добрались до финала чемпионата США в помещениях в Оклахоме после побед над двумя посеянными парами, в том числе над одной из сильнейших пар мира Лиза Реймонд-Ренне Стаббс. В июле в Станфорде (Калифорния) они выиграли первый в карьере Винны турнир WTA, обыграв пары, посеянные под четвёртым и вторым номерами. В августе на турнире I категории в Торонто Винна пробилась через квалификационный отбор в основную сетку и дошла там до третьего круга, обыграв по пути 49-ю ракетку мира Мейлен Ту, прежде чем проиграть посеянной под первым номером Дженнифер Каприати. Этот успех позволил ей переместиться в рейтинге в одиночном разряде со 117-го места на 98-е. До конца года она ещё трижды дошла до финала на турнирах WTA, причём на последнем из них, в Паттайе, они с Лизель Хубер уже были посеяны первыми.
В январе 2003 года Пракуся в паре с Дэвидом Адамсом из ЮАР преподнесла сюрприз на Открытом чемпионате Австралии, уже в первом круге обыграв посеянных первыми Жанетту Гусарову и Максима Мирного, но четвертьфинале их остановила пятая пара турнира — Даниэла Гантухова и Кевин Ульетт. Через месяц в Дохе (Катар) посеянные третьими Винна и Джанет выиграли второй в совместной карьере турнир WTA, победив в полуфинале вторую сеяную пару. Это позволило Винне подняться на 24-е место в парном рейтинге — рекордное в её карьере. Летом Винна в паре с младшей соотечественницей Анжелик Виджайей завоевала серебряные медали Азиатских игр в Пусане, а в составе команды Индонезии стала чемпионкой этих игр. Ближе к концу сезона она во второй раз за три года дошла до финала в Паттайе, на сей раз с Виджайей, но, как и в 2001 году, будучи посеяна под первым номером, выиграть не смогла.
Расставшись после 2003 года с Ли, в дальнейшем Винна уже не добивалась крупных успехов в профессиональных турнирах на индивидуальном уровне, побеждая только в турнирах ITF. В 2004 году она приняла участие в Олимпийских играх в Афинах, но в паре с Виджайей, как и за четыре года до этого с Басуки, проиграла уже в первом круге. В этот же год, однако, она сыграла ключевую роль в выходе команды Индонезии во II Мировую группу Кубка Федерации, взяв по два очка в матчах с командами Узбекистана и Индии и выиграв с Виджайей решающую игру в финальном матче с командой Новой Зеландии. В плей-офф Мировой группы с командой Словении она также выиграла обе своих встречи, в общей сложности за год одержав 11 побед в 12 играх. В 2005 году она ещё на один сезон помогла сборной остаться во II Мировой группе, разгромив в переходном матче команду Пуэрто-Рико, и завоевала три золотых медали на Играх Юго-Восточной Азии, получив по итогам года титул лучшей спортсменки Индонезии. Однако этот сезон стал фактически последним в её игровой карьере: из-за полученной в феврале 2006 года травмы бедра она надолго выбыла из соревнований, пропустив Азиатские игры 2006 года и ненадолго вернувшись на корт лишь осенью 2007 года перед тем, как завершить карьеру.

## Финалы турниров WTA в парном разряде (7)

### Победы (2)
| №  | Дата        | Турнир        | Покрытие | Партнёр   | Соперницы в финале                | Счёт в финале |
| -- | ----------- | ------------- | -------- | --------- | --------------------------------- | ------------- |
| 1. | 23 июл 2001 | Станфорд, США | Хард     | Джанет Ли | Николь Арендт Каролина Вис        | 3-6, 6-3, 6-3 |
| 2. | 10 фев 2003 | Доха, Катар   | Хард     | Джанет Ли | Анжелик Виджайя Мария Венто-Кабчи | 6-1, 6-3      |

### Поражения (5)
| №  | Дата        | Турнир                           | Покрытие | Партнёр         | Соперницы в финале                 | Счёт в финале  |
| -- | ----------- | -------------------------------- | -------- | --------------- | ---------------------------------- | -------------- |
| 1. | 19 фев 2001 | Оклахома-сити, США               | Хард (i) | Джанет Ли       | Аманда Кётцер Лори Макнил          | 3-6, 6-2, 0-6  |
| 2. | 4 сен 2001  | Бали, Индонезия                  | Хард     | Джанет Ли       | Эви Доминикович Тамарин Танасугарн | 7-64, 2-6, 3-6 |
| 3. | 1 окт 2001  | Открытый чемпионат Японии, Токио | Хард     | Джанет Ли       | Рэйчел Маккуиллан Лизель Хубер     | 2-6, 0-6       |
| 4. | 5 ноя 2001  | Паттайя, Таиланд                 | Хард     | Лизель Хубер    | Оса Карлссон Ирода Туляганова      | 6-4, 3-6, 3-6  |
| 5. | 3 ноя 2003  | Паттайя (2)                      | Хард     | Анжелик Виджайя | Ли Тин Сунь Тяньтянь               | 6-4 6-3        |